# Araxá Airport
Araxá Airport (portugisiska: Aeroporto de Araxá) är en flygplats i Brasilien.   Den ligger i kommunen Araxá och delstaten Minas Gerais, i den sydöstra delen av landet, 400 km söder om huvudstaden Brasília. Araxá Airport ligger 988 meter över havet.
Terrängen runt Araxá Airport är platt. Närmaste större samhälle är Araxá, 3,9 km sydost om Araxá Airport.
Omgivningarna runt Araxá Airport är huvudsakligen savann. Runt Araxá Airport är det ganska tätbefolkat, med 70 invånare per kvadratkilometer.